# Vitalie Vrabie
Vitalie Vrabie (n. 2 octombrie 1964, Costuleni, raionul Ungheni) este un om politic din Republica Moldova, primar general al municipiului Ungheni din 19 noiembrie 2023. Din iulie 2007 până în septembrie 2009 a deținut funcția de Ministrul al Apărării al Republicii Moldova.

## Biografie
Vitalie Mihai Vrabie s-a născut la data de 2 octombrie 1964, în satul Costuleni (raionul Ungheni). A absolvit cursurile Facultății de Agronomie din cadrul Universității Agrare din Moldova (1986), ale Academiei de agro-business din Moscova, specialitatea management (1992) și apoi Academia de Administrare Publică pe lângă Președintele Republicii Moldova, specialitatea relații internaționale (2001). A urmat ulterior cursuri de instruire în SUA în domeniul agro-business-ului ș.a. Membru ULCT din 1978. Membru PCUS din anul 1986.
După absolvirea studiilor universitare, a lucrat ca agronom-șef și apoi director-adjunct la Gospodăria agricolă “Prut” din raionul Ungheni (1986-1994). Devine apoi director al SA ”Garant-impex” din Ungheni (1994–1999). În aceeași perioadă, intră în politică, fiind ales consilier în Consiliul orășenesc Ungheni, director al filialei Ungheni a Camerei de Comerț și Industrie (1995–1999). În anul 1998 a candidat la alegerile parlamentare pe listele blocului "Furnica".
În anul 1999 este ales, iar în 2003 este reales, în funcția de primar al orașului Ungheni pe listele partidului de guvernământ. În paralel cu această activitate, deține și funcția de Președinte al Asociației Primarilor și Comunităților Locale din Republica Moldova, membru al Congresului Puterilor Locale și Regionale al Consiliului Europei, șef al delegației naționale la Congresul Puterilor Locale și Regionale al Consiliului Europei (2003-2006).
Prin Decretul Președintelui Republicii Moldova din 25 mai 2006, Vitalie Vrabie este numit ministru al administrației publice locale al Republicii Moldova. Începând din data de 15 noiembrie 2006 a devenit și viceprim-ministru.
Printr-un decret al președintelui Republicii Moldova din 16 iulie 2007, Vitalie Vrabie a fost revocat din funcția de viceprim-ministru, ministru al administrației publice locale   și a fost numit în funcția de ministru al apărării . El și-a păstrat funcția de ministru în guvern format de Zinaida Greceanîi la data de 31 martie 2008 și în Guvernul Zinaida Greceanîi (2) format la 10 iunie 2009. A demisionat din funcția la 14 septembrie 2009.
La 12 iunie 2010 Vitalie Vrabie a aderat la Partidul Democrat din Moldova, iar la 9 ianuarie 2011 în cadrul ședinței Consiliului Național al PDM a fost ales în calitate de secretar general al PDM
Vitalie Vrabie vorbește fluent limbile rusă și engleză. Este căsătorit și are doi copii.
Pe 19 noiembrie 2023 a devenit primar al Municipiului Ungheni din Republica Moldova.